# Давид д'Анже
Давид д'Анже (фр. David d’Angers, справжнє ім'я П'єр Жан Давид; 12 травня 1788, Анже — 15 січня 1856, Париж) — французький скульптор і медальєр першої половини 19 ст., майстер меморіальної пластики.

## Життєпис
Народився в місті Анже. Батько, колишній солдат, був провінційним різьбярем-скульптором та майстром-декоратором. Перші художні навички юнак отримав у батька в майстерні та в Центральній школі міста Анже, де його вчителем був Жан-Жак Делюссе. Бажання податися в Париж на навчання викликало спротив батька. Юнак відповів спробою самогубства. Родина поступилася вимогам юнака, батько та сестри зібрали сорок п'ять франків на дорогу. До родинної суми вчитель Жан-Жак Делюссе додав власні п'ятдесят франків…

## Майстерня художника Ж.-Л. Давида і зміна прізвища
Митець-початківець 1808 року працював помічником скульпторів-декораторів, що працювали над декором тріумфальної арки Карусель та над фризами в палаці Лувр, котрий тоді перетворили на музей трофейних захоплень Наполеона Бонапарта. За власні твори 1809 року він отримав медаль в Академії мистецтв.
На здібного митця-початківця звернув увагу художник Жак-Луї Давід, що сприяло переходу в його майстерню для удосконалення малюнку. Саме через збіг прізвищ П'єр Жан Давид обрав новий псевдонім — Давид д'Анже, під яким і увійшов в історію мистецтв. Успіхи митця-початківця були помічені і на його батьківщині, муніципалітет міста Анже надав йому стипендію у 600 франків.
Малий за віком, він не брав участі в революційних подіях 1789-1793 рр., але зберіг республіканські політичні уподобання.
Після поразки Наполеона І та його заслання на дальній острів — у Франції відродили монархію.

## Стажування в Італії
1810 р. він виборов другу премію зі скульптури в Академії, а 1811 р. — першу, котра надала йому право стажування в Римі (Римська премія). Він відбув в Рим, де вивчав твори італійських скульпторів доби відродження та бароко. Серед його художніх авторитетів того часу — Мікеланджело Буонарроті та Рафаель Санті. Італійський період майстра тривав п'ять років. Повертатися у Францію, де відновили монархію, скульптор не побажав.

## Вороже ставлення в Британії
Скульптор перебрався в Лондон. Серед знайомих цього періоду — був і британський скульптор Джон Флаксман. В Лондоні працював на спорудженні меморіальної скульпури герцога Веллінгтона.
На Давида д'Анже перенесли негативне ставлення як до учня і майже родича Жака-Луї Давіда, котрий голосував за страту французького короля та був покараний офіційним вигнанням з країни.
Перебування в нібито ліберальній Британії стало для Давида д'Анже проблематичним і він покинув країну 1818 року і повернувся в Париж.

## Вимушені мандри по-за Францією
Деякий час скульптор працював окрім Британії в Німеччині у 1827-1829 рр. Він багато працював скульптором-портретистом і медальєром. До 20 століття збережено більш ніж п'ять сотен медалей його роботи. Якщо в погруддях він дотримувався стилістики пізнього класицизму, образи в медальєрному мистецтві не позбавлені рис романтизму.

## Життя і творчість у Франції

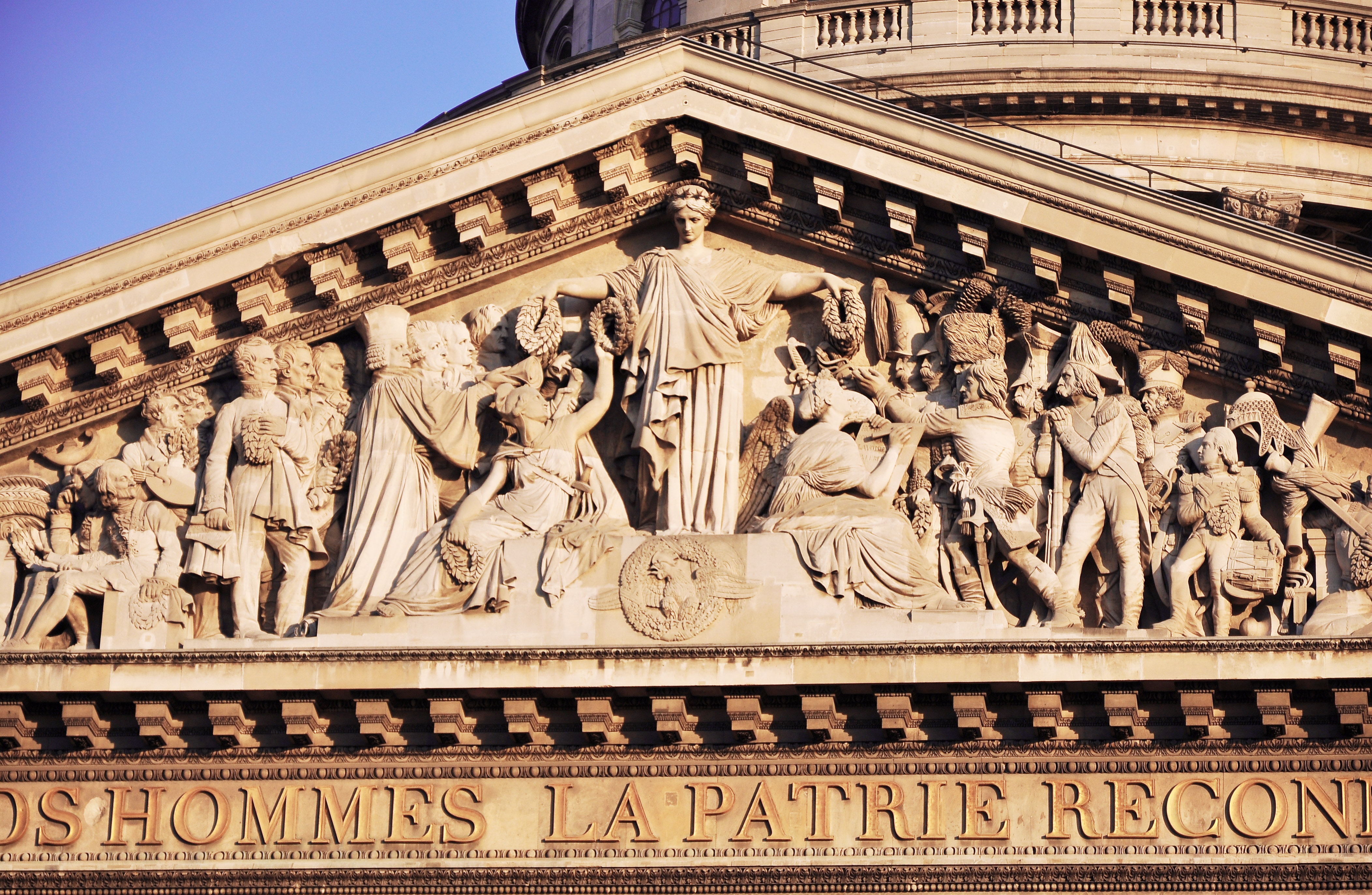
Скульптурна група для фронтону Пантеона, Париж.

Скульптор отримав визнання і в Парижі. Спроби приручити митця зробив і монархічний уряд Франції. Давид д'Анже отримав замову на монумент принцу-полководцю Конде для двору в палаці Версаль. Він багато працював майстром меморіальної пластики і створив низку художніх надгробків. Його репутацію як талановитого скульптора зміцнив і орден Почесного легіону, котрий йому надала влада 1825 року. 1826 року він став членом Інституту Франції.
Серед відомих творів в Парижі — скульптурна група для фронтону Пантеона. Холодна, ампірна стилістика архітектури Пантеона примусила митця звернутися до алегоричного зображення і він створив пафосну Алегорію Франції між алегоріями історії та свободи. В пишну, але офіціозну стилістику французького академізму компромісно і невиправдано внесено реалістичні постаті героїв минулого, що стало ще одним покажчиком глибокої кризи французького академізму середини 19 століття.
Погіршився стан здоров'я скульптора. І він відбув у Грецію, що відновила власну державність після століть поневолення Туреччиною. Згодом він повернувся в Париж, де і помер в січні 1856 року.

## Вибрані твори

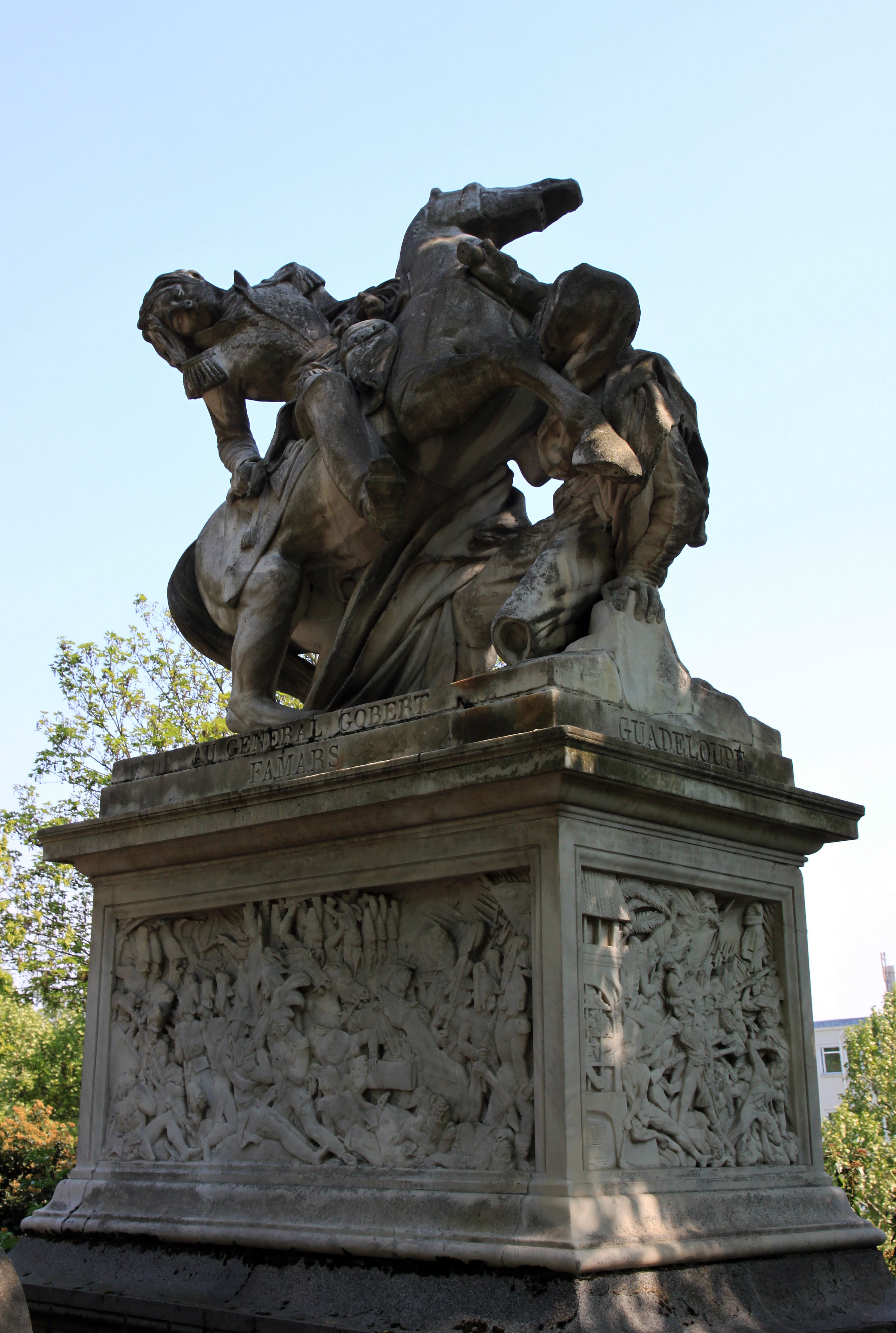
Надгробок генерала Жака Ніколя Гобера, цвинтар Пер Ляшез.

- Франсуа-Рене де Шатобріан, погруддя
- Оноре де Бальзак, погруддя
- Ніколо Паганіні, погруддя і медаль
- Лафайєт, погруддя
- Гете, погруддя
- Джоакіно Россіні, погруддя
- Джордж Вашингтон, погруддя
- Віктор Гюго, погруддя
- Руже де Ліль, погруддя
- Олександр Гумбольт, погруддя
- П'єр-Жан Беранже, погруддя
- леді Морган, погруддя
- Ламартин, погруддя
- Жорж Леопольд Кюв'є, погруддя

- Рельєфи для тріумфальних воріт в місті Марсель, декор — Тріумфальна арка на площі Каррузель, Париж.
- Пантеон в Парижі. Алегоричні скульптури для фронтону.

## Медалі Давида д'Анже

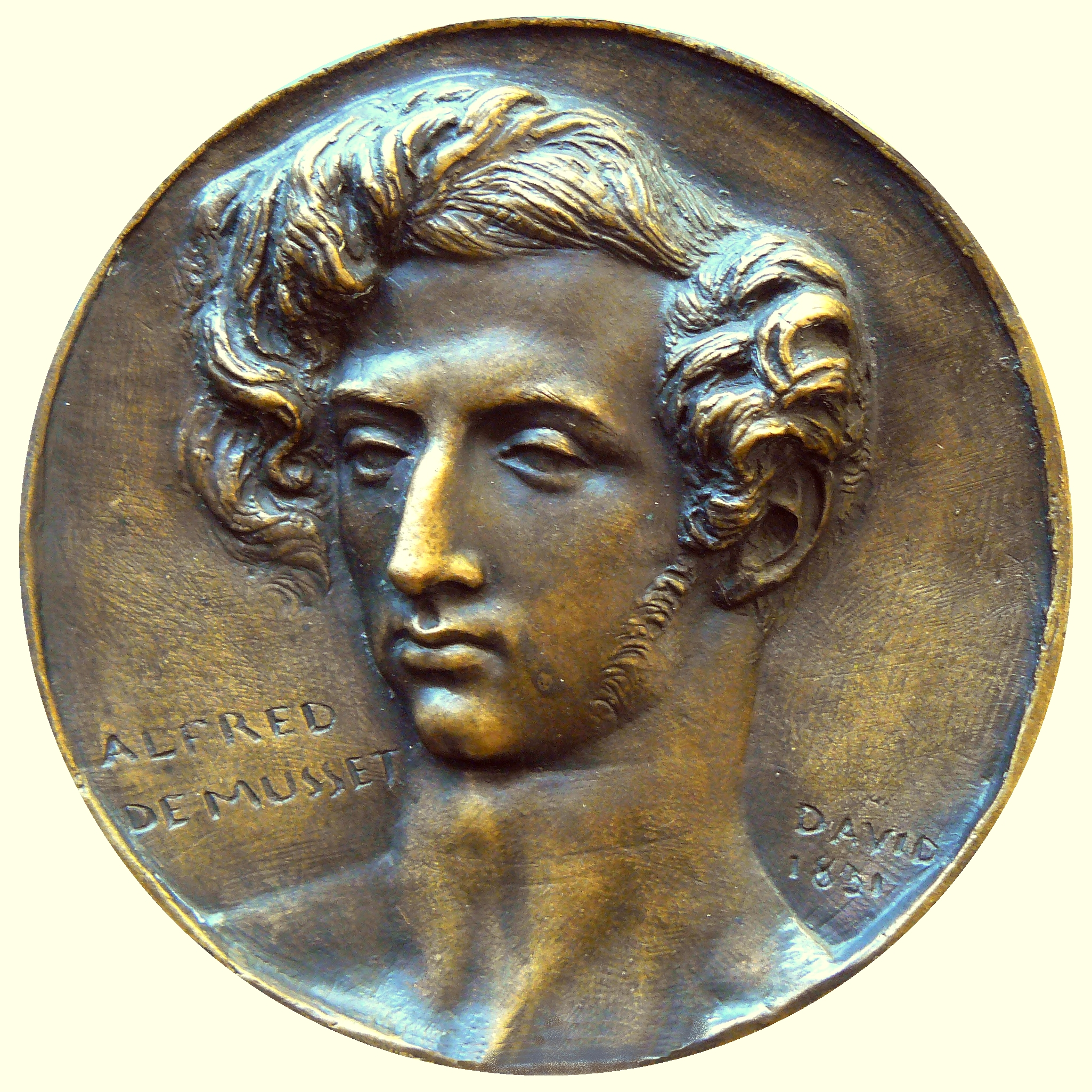
Медальєр Давид д'Анже, літератор Альфред Мюссе, 1831 р.Кабінет медалей, Париж.
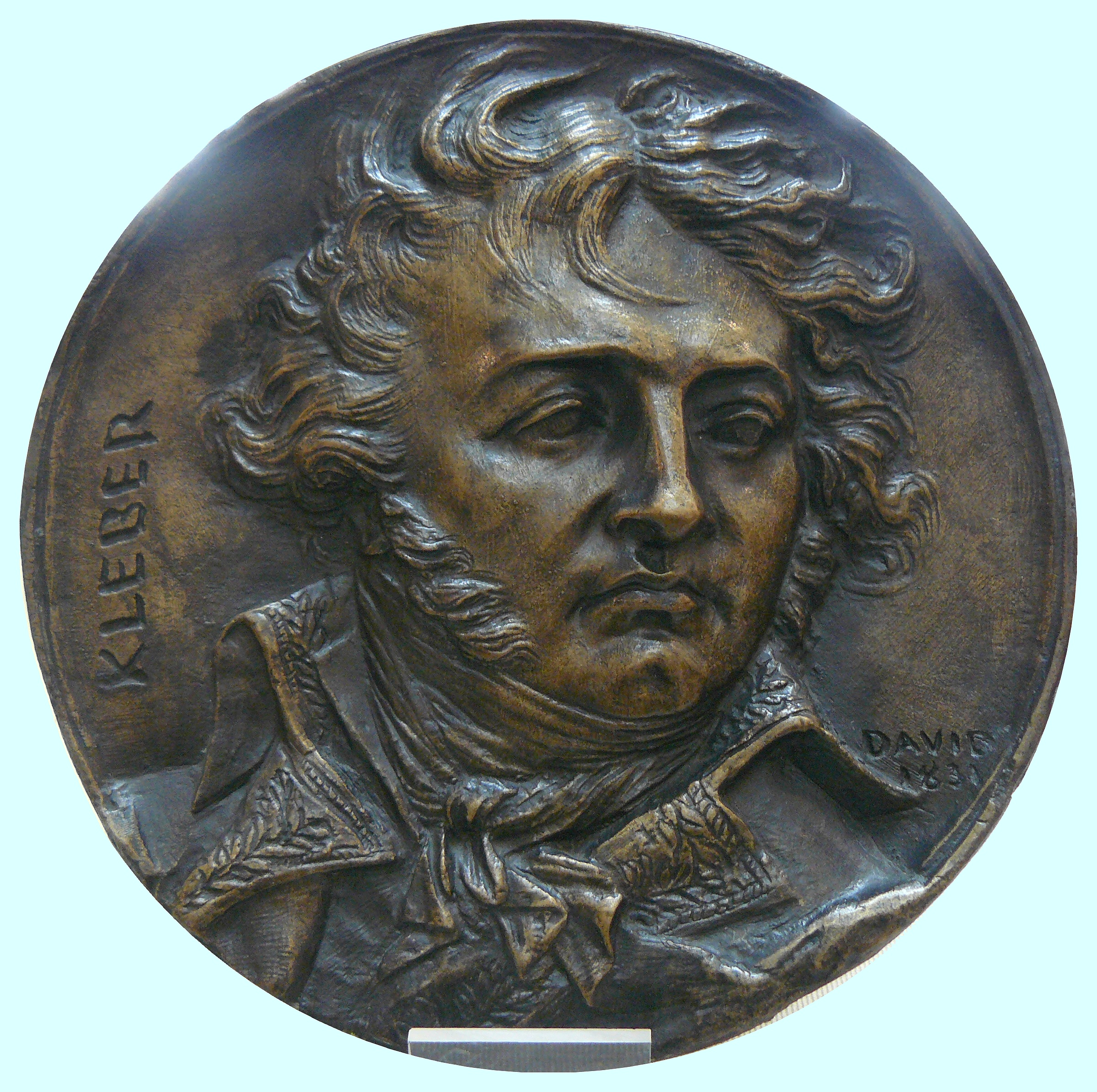
Медальєр Давид д'Анже, генерал Ж.Б. Клебер, 1831 р.
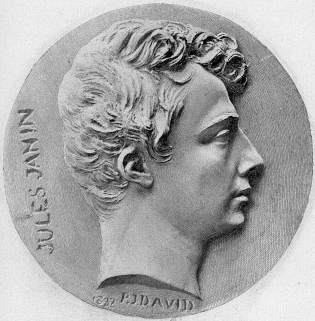
Медальєр Давид д'Анже, письменник Жуль Жанін.

## Музей скульптора і медальєра

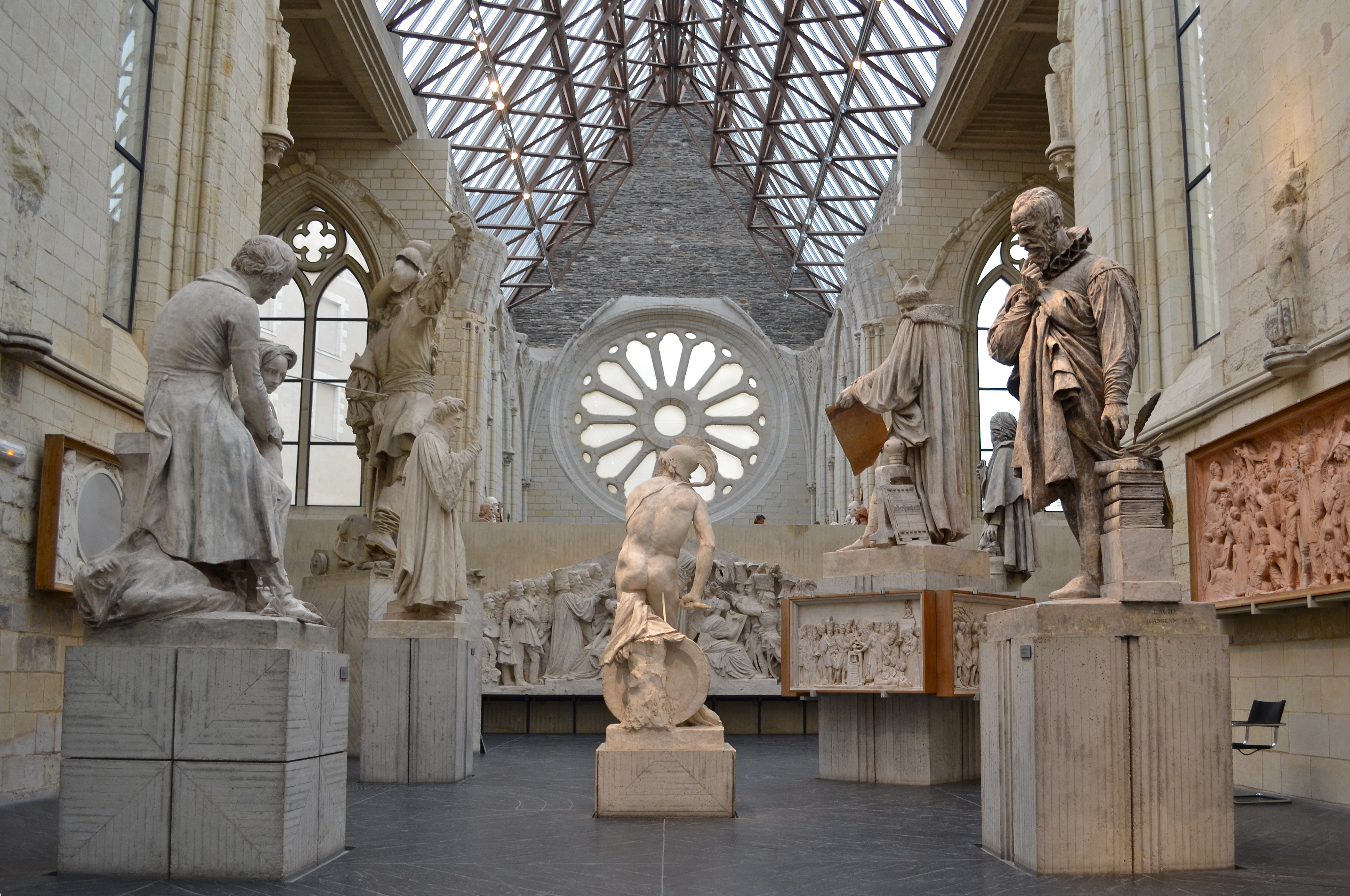
Готична церква абатства 13 століття Туссен, нині музей Давида д'Анже.

В місті Анже(р) були законсервовані та накриті скляним дахом залишки старовинного готичного абатства 13 століття Туссен. Відновлювальні роботи закінчили 1984 року. Готична церква перетворена на меморіальний музей скульптора і медальєра Давида д'Анже, уродженця міста. Сюди передані двадцять три  монументальні моделі скульптора, низка погрудь, рельєфів та значна кількість медалей його роботи.